# チリ大学

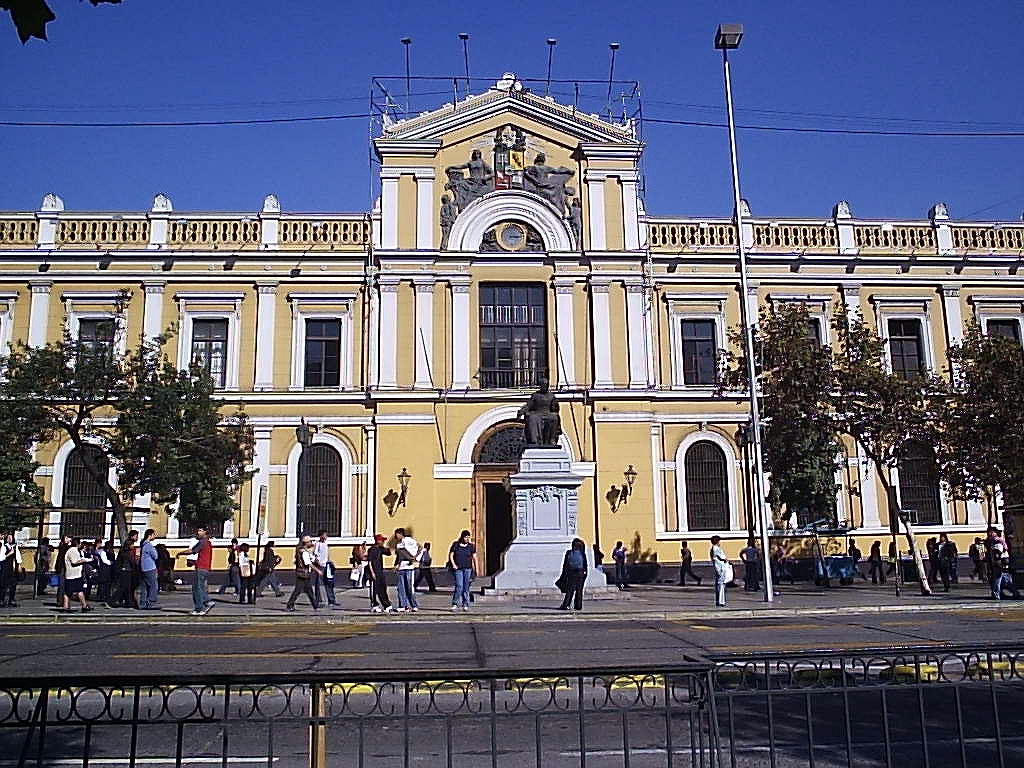
カーサ・セントラル（本部）。

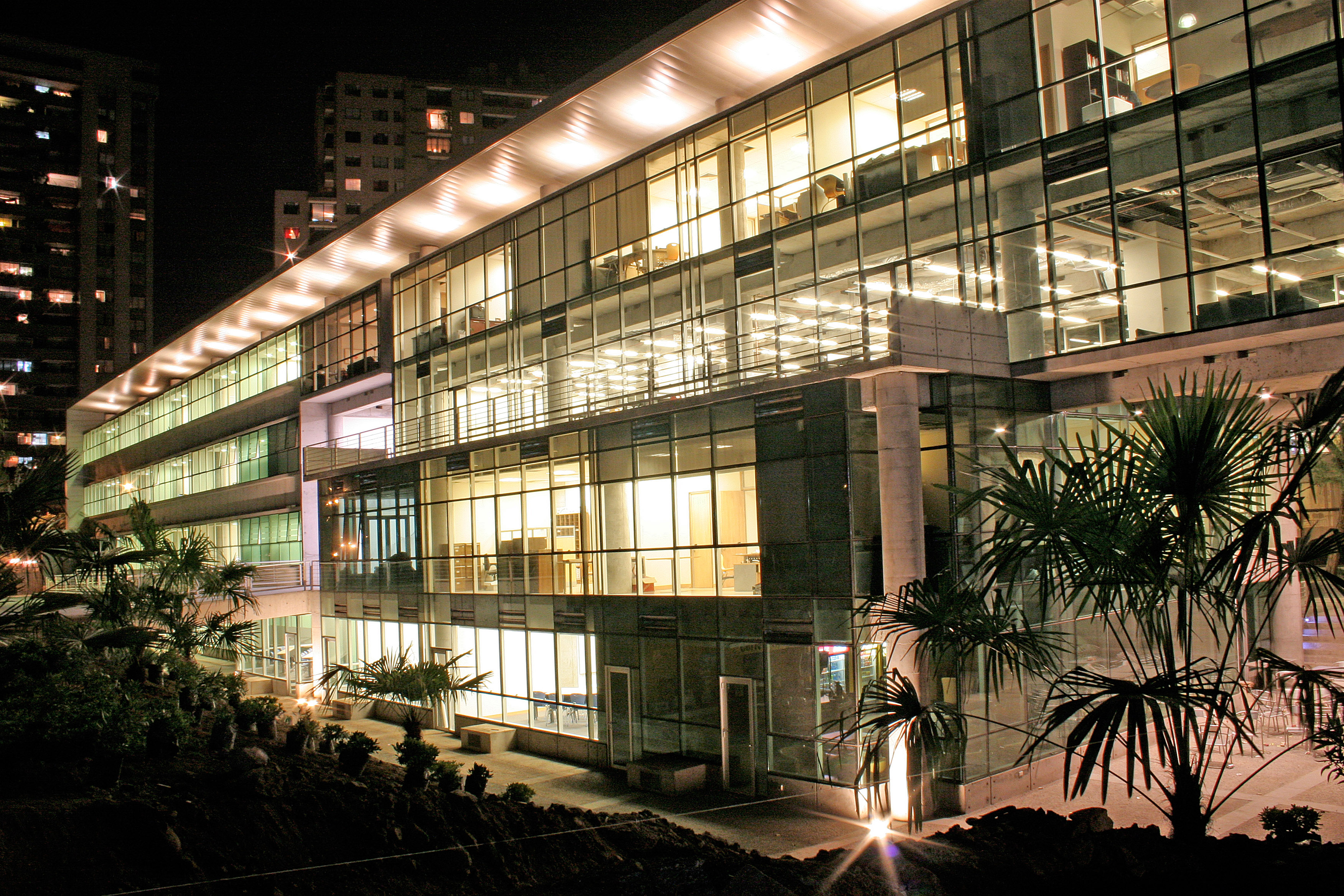
経済・経営学部の校舎。

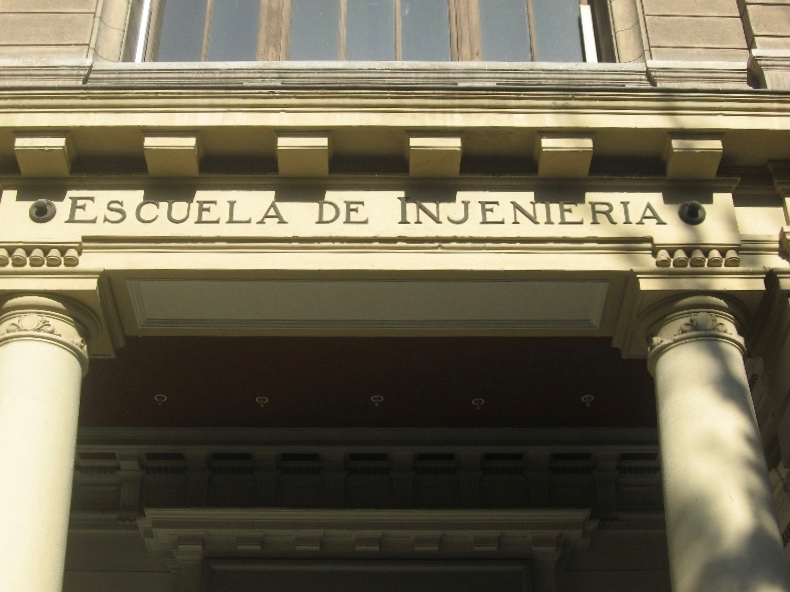
工学部の入口。

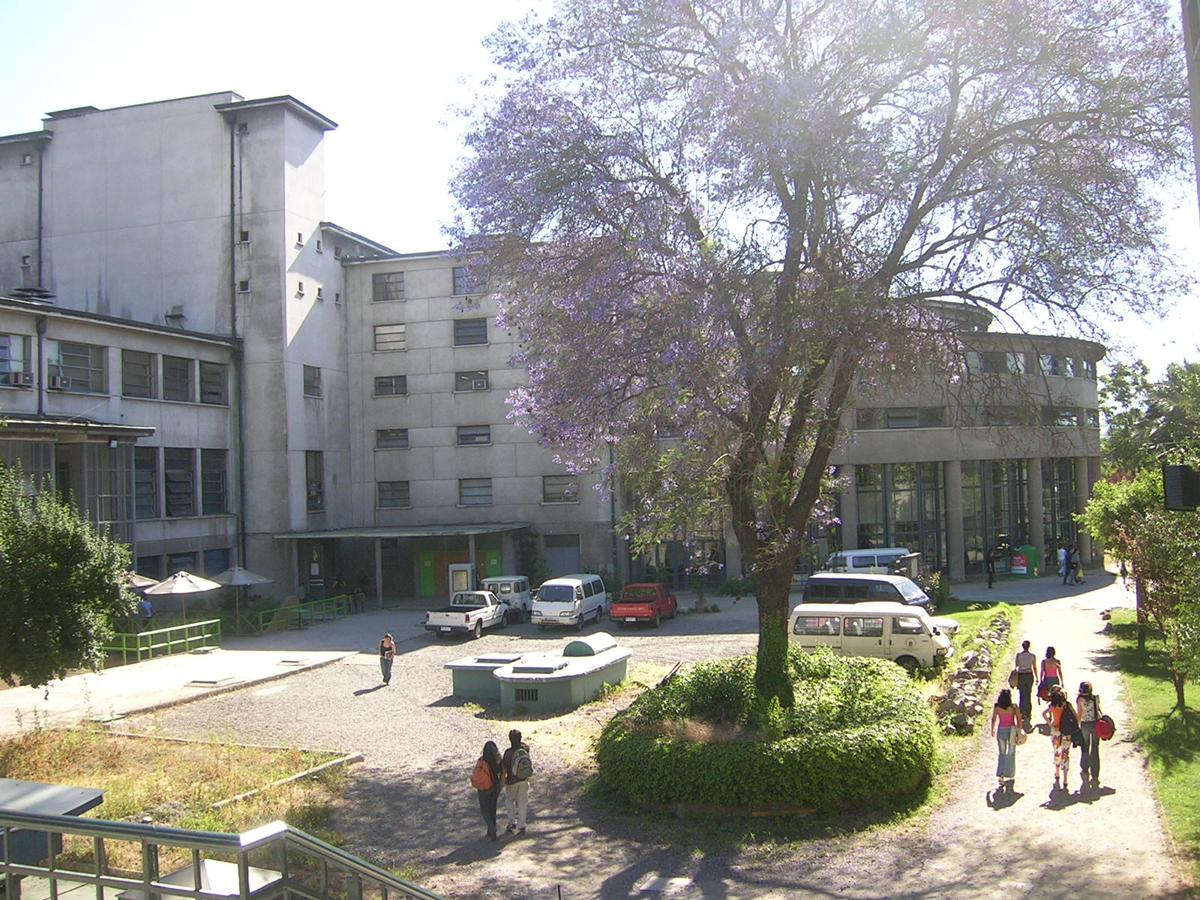
北キャンパスの医学部。

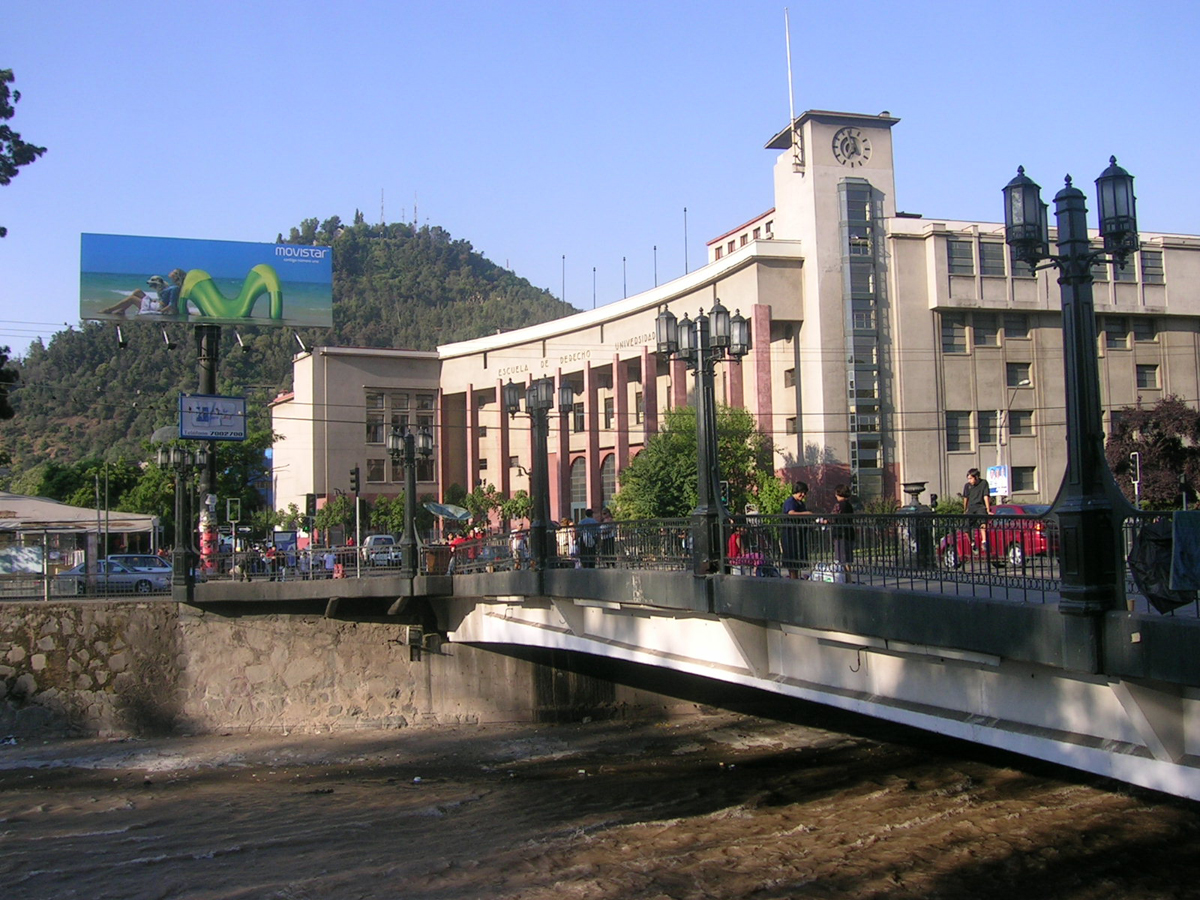
法学部 (Law School)。

チリ大学（スペイン語: Universidad de Chile、英語: University of Chile）は、チリ最大かつ最古の高等教育機関であり、アメリカ州全体で見ても同様である。1842年にかつての植民地時代の王立サン・フェリペ大学（1738）の延長として創設された。しばしば初代総長アンドレス・ベーリョに因んでカサ・デ・ベーリョ（Casa de Bello ベーリョの館）とも呼ばれる。チリ大学の著名な出身者にはノーベル賞受賞者が二人存在し（パブロ・ネルーダとガブリエラ・ミストラル）、二十人の国家元首とその他にも大勢の人物が存在する。

## 歴史

### 背景
植民地時代のチリにおける高等教育は1622年8月19日に、聖トマス・アクィナス大学が創設されたことに遡る。1738年7月28日にはフェリペ5世の栄誉に因んで王立サン・フェリペ大学に改名された。

### チリ大学
1841年に公教育相だったマヌエル・モントは「科学と人文科学の進歩と発展」のために法人を設立する考えを打ち出した。アンドレス・ベーリョは小さな修正を加えて計画を練り上げ、1842年11月19日の法律で、チリ大学を創設した。
チリ大学は正式には1843年9月17日に開校された。この時代には、大学は5つの学部(facultades)で構成された。人文科学・哲学部、幾何学・物理学部、法学・政治科学部、医学部、神学部である1931年までに、学部の数は6つに増えていた。哲学・教育学部、法学・社会科学部、生物・医学部、物理学・幾何学部、農学・獣医学部、ファインアート学部である。
1964から1970年まで大統領を務めたエドゥアルド・フレイ・モンタルバ（チリ・カトリック大学）や、軍人出身のカルロス・イバーニェス・デル・カンポ将軍、アウグスト・ピノチェト・ウガルテ将軍のような少ない例外を除いて、ほぼ全てのチリ大統領がチリ大学の卒業生である。

### 軍事政権期の1973年-1989年までの改革
1973年から1989年までのアウグスト・ピノチェトによる軍事政権の時代に、大学は多くの重要な変化に苦しんだ。1973年10月2日には、法令第50号によって大学総長が軍事政権に指名された。
大学の統合への二つ目の大きな風は1981年1月3日に訪れ、もうひとつの法令が大学を完全に再構成した。全ての州のキャンパスはすべて分離され、国家技術大学（現在のサンティアゴ・デ・チレ大学とアタカマ大学）に統合され、現在のメトロポリターナ教育科学大学とアントファガスタ大学、タラパカ大学、オソルノプロフェッショナル研究所（現在のロス・ラゴス大学）、チジャンプロフェッショナル研究所（現在のビオビオ大学）、フロンテーラ大学、セレナ大学などへの分離が明示された。
これらの変化は大学の政治、経済、公的政策、知的運動への影響を著しく減少させるために、軍事政権に影響を及ぼしたアドバイザーによって組織化された。このプロセスと同時に、チリ・カトリック大学にはチリ大学と匹敵する存在となれるよう重点的な支援がなされた。具体的には、1973年にチリ大学は約65,000人の学生を抱えていた。今日では26,000人である。対照的にチリ・カトリック大学は1973年に約15,000人だったのが21,650人以上に増加した。幾つかの私立大学が軍事政権の終りまでに設立され、これらの機関の一部はネオリベラル経済の傾向を見せた。こうしてシカゴ・ボーイズはチリの経済と高等教育を通した公的政策への影響を不滅のものにすることを可能にした。
大学の編成が完全に再構成されたにもかかわらず、チリ大学はチリの最も権威ある大学の一つとして現在も威信を保っている。

## 関連機関とサーヴィス
チリ大学は国内の様々なサーヴィスや制度に関して様々な責任を追っている。
- The National Astronomical Observatory, functioning since 1852
- The en:Chilean Commission on Nuclear Energy (CCHEN)
- 現代美術館 (MAC)
- Investigative efforts in en:Antarctica, since 1940
- Official seismological service and volcanic activity vigilance, since 1908
- Chile's Symphonic Orchestra, since 1941
- Chile's National en:Ballet, since 1945
- Symphonic Chorus, since 1945
- Centre for Greek, Byzantine, and en:Neohellenic Studies; Centre for Arabic Studies; and Center for Judaic Culture Studies
- 国内最大の病院
- イースター島研究所
- en:Center for Mathematical Modeling (CMM)
- Centre for Space-related Studies, with collaborative activities at NASA, and other international agencies
- チリ大学劇場
- Institute of Public Affairs (INAP)
- en:Nutrition and Food Technology Institute (INTA)
- en:Museum of Popular American Art, since 1947
- en:Experimental Theatre (1944) (later National Theatre of Chile)
- チリの.cl.
- en:The Institute for Experimentation and Research of Materials, IDIEM.